# Asensio Julià
Asensio Julià Alvarrachi, apodado el Pescadoret o Peixcadoret (Valencia, 1753-Madrid, 21 de octubre de 1832), fue un pintor y grabador español de escasa y mal conocida obra, relacionado en algún momento de su vida con Francisco de Goya, que dejó de él dos retratos. Al estar en la línea de Goya, Asensio también recorre las diferentes estéticas en su obra pictórica, que dan comienzo al Romanticismo.

## Biografía

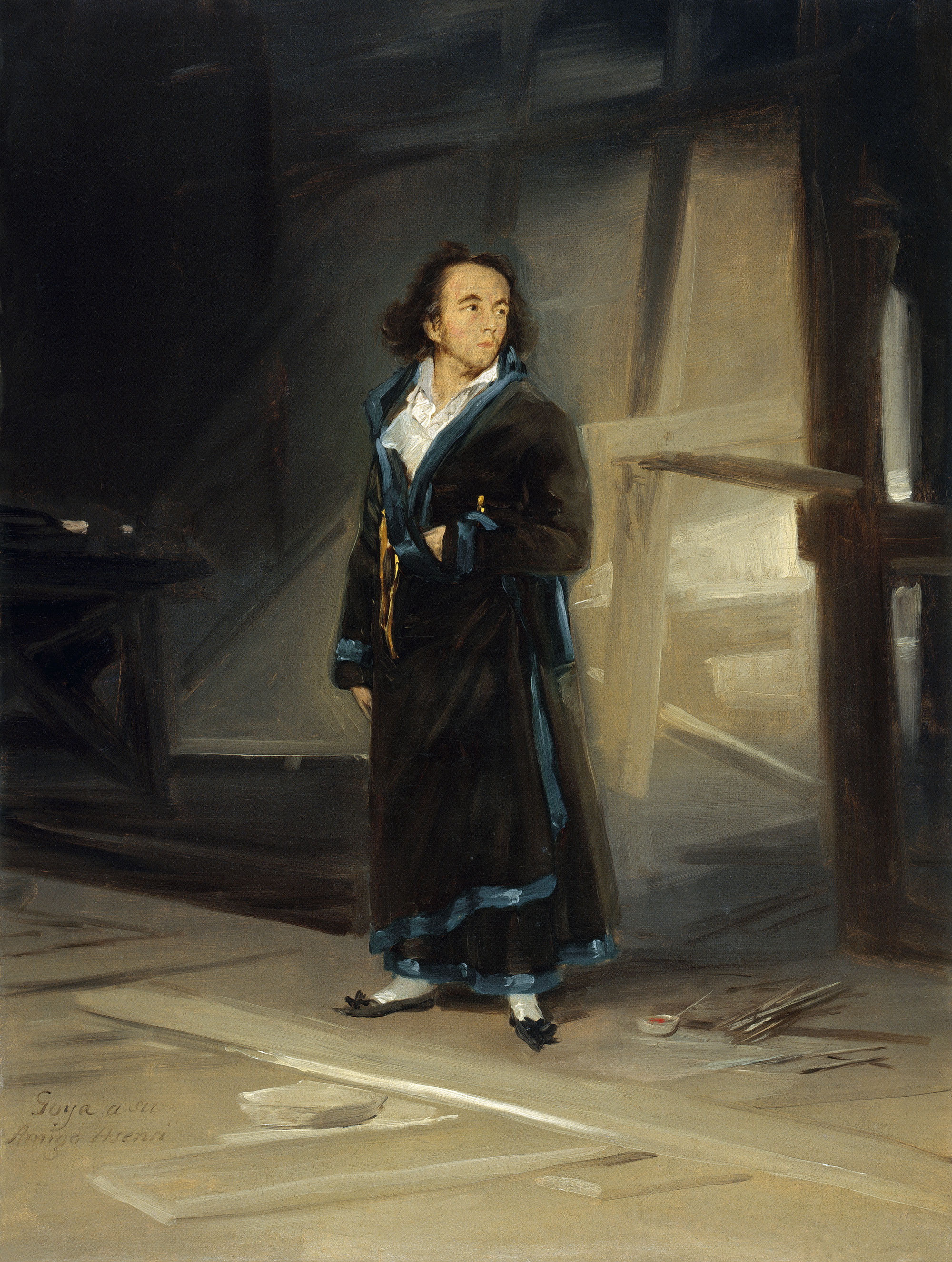
Goya, Retrato de Asensio Juliá, h. 1798, óleo sobre lienzo, 54,5 x 41 cm, Madrid, Museo Thyssen-Bornemisza. Firmado «Goya a su amigo Asensi»

Hijo de Matías Julià, peixcador, y de Jacinta Alvarrachi, según la copia certificada de la partida de bautismo recogida con su expediente matrimonial, fue bautizado el 11 de mayo de 1753 en la parroquia de San Andrés de Valencia. A la profesión paterna se debe el sobrenombre de el pescadoret por el que en ocasiones es conocido.
Estudió en la Real Academia de San Carlos de Valencia, donde está documentado entre 1771 y 1775 y donde en 1773 obtuvo el segundo premio de pintura de la 3ª clase, por detrás de Rafael Ximeno Planes. En 1778 se estableció en Madrid, según lo declarado por él en el citado expediente matrimonial, pero no se tienen noticias de su actividad en la corte hasta el 17 de febrero de 1783, cuando presentó la solicitud para ser admitido como alumno en la Real Academia de Bellas Artes de San Fernando. En ella, falseando su edad, decía tener 23 años, lo que explica el que en algunas fuentes aparezca como nacido en 1760. La alegada fecha de establecimiento en Madrid también es dudosa pues consta que a mediados de abril de 1782 se encontraba en Catarroja donde se incorporó como dibujante al viaje arqueológico por Andalucía, Extremadura y Portugal de Francisco Pérez Bayer, que se prolongó hasta el 20 de diciembre del mismo año, finalizando su recorrido en Madrid. De las anotaciones de Pérez Bayer se desprende que Juliá realizó al menos sesenta y seis dibujos de restos arqueológicos variados, pero en los manuscritos que recogen las investigaciones de Pérez Bayer, fragmentariamente conservados en la Universidad de Valencia, la Biblioteca Nacional de España y la Real Academia de la Historia, solo en la copia aquí conservada se encuentran unos pocos dibujos, a su vez copiados por Vicente Noguera de los originales.
De su paso por la academia madrileña la única noticia es la referida a la citada matrícula, ignorándose cuánto tiempo permaneciera en ella y quiénes fuesen sus profesores. No hay constancia de que se presentase a ninguno de los premios anuales convocados por la institución. La suposición de que tuviese como maestro a Mariano Salvador Maella se justifica exclusivamente por su paisanaje. El 30 de agosto de 1797 contrajo matrimonio con Rosa Fabre, hija de un cocinero francés, en la iglesia de San Martín de Madrid. En 1808 bautizaron en la iglesia de San Sebastián a su única hija, Jacinta Julià.

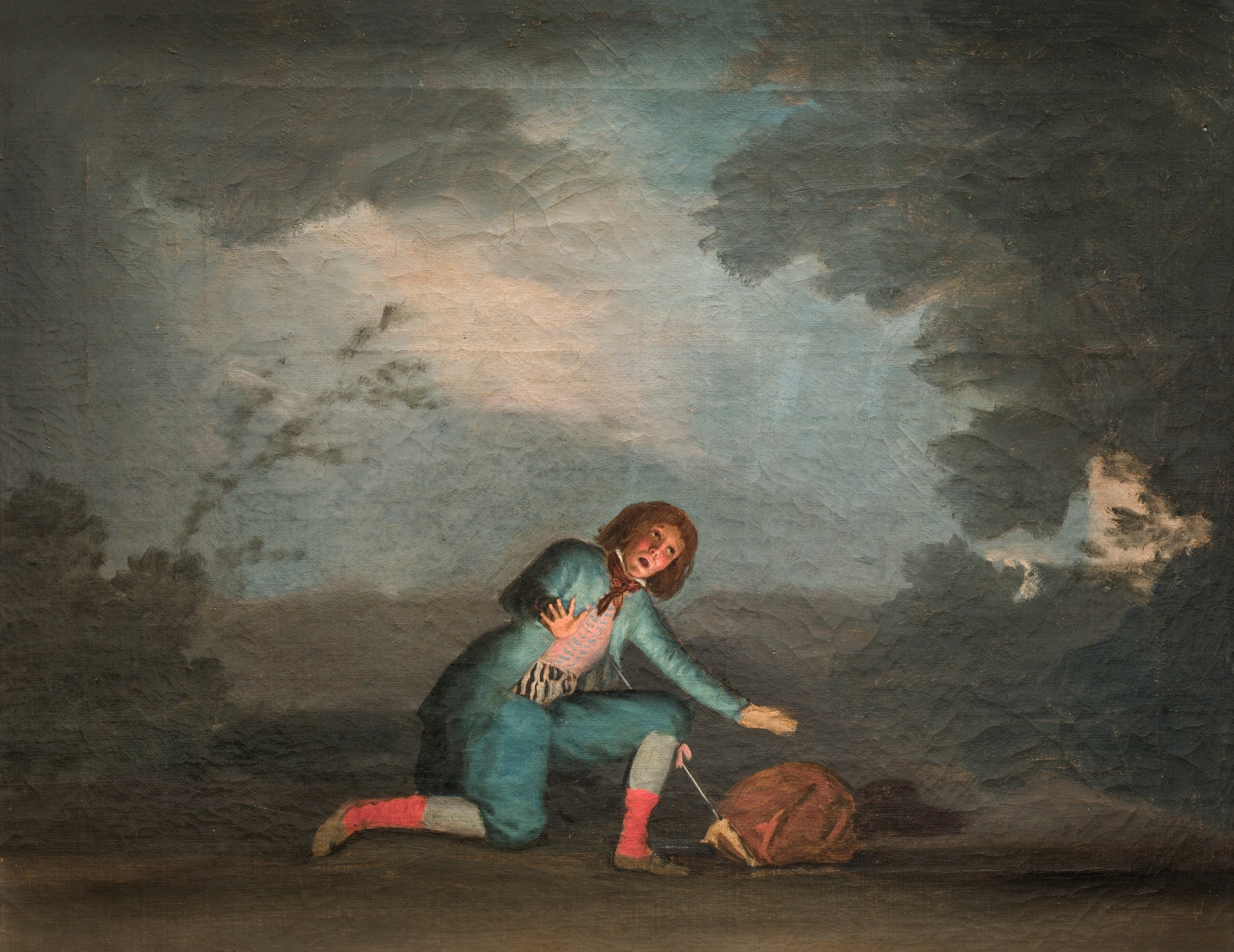
Escena de una comedia, óleo sobre lienzo, 43 x 46 cm. Cuadro pintado hacia 1798 para la Alameda de Osuna, atribuido a Asensio Juliá. Madrid, Museo del Prado

El primer contacto con Francisco de Goya se creyó ver en una carta dirigida por el aragonés a su amigo Martín Zapater fechada en Madrid el 5 de agosto de 1789, en la que Goya comentaba: 

Aquí se me ha presentado hoy Asensio, que pretende aprobarse por esta Academia de Ma(es)tro de Obras, el que me ha traído su carta de recomendación.

 Se ha afirmado en alguna ocasión que el así mencionado era precisamente Asensio Julià, interpretando que la alusión a él se hacía como pintor y profesor de «ornamentos» y no como maestro de obras, pero Ansón Navarro ha podido demostrar que Goya se refería al arquitecto aragonés Joaquín Asensio Martínez, recomendado en efecto por Zapater, que aprobaría el examen de maestro de obras en la Academia solo cuatro días después de la fecha de la carta.
Hacia 1798 se fecha el pequeño retrato con la dedicatoria «Goya a su amigo Asensi» del Museo Thyssen-Bornemisza de Madrid, en el que está representado de cuerpo entero con utensilios de pintor, en pie, delante de unos andamios que se ha sugerido podrían ser los empleados en la pintura de los frescos de la ermita de San Antonio de la Florida, encargo recibido por Goya ese año y para el que habría contado con la colaboración de Juliá.

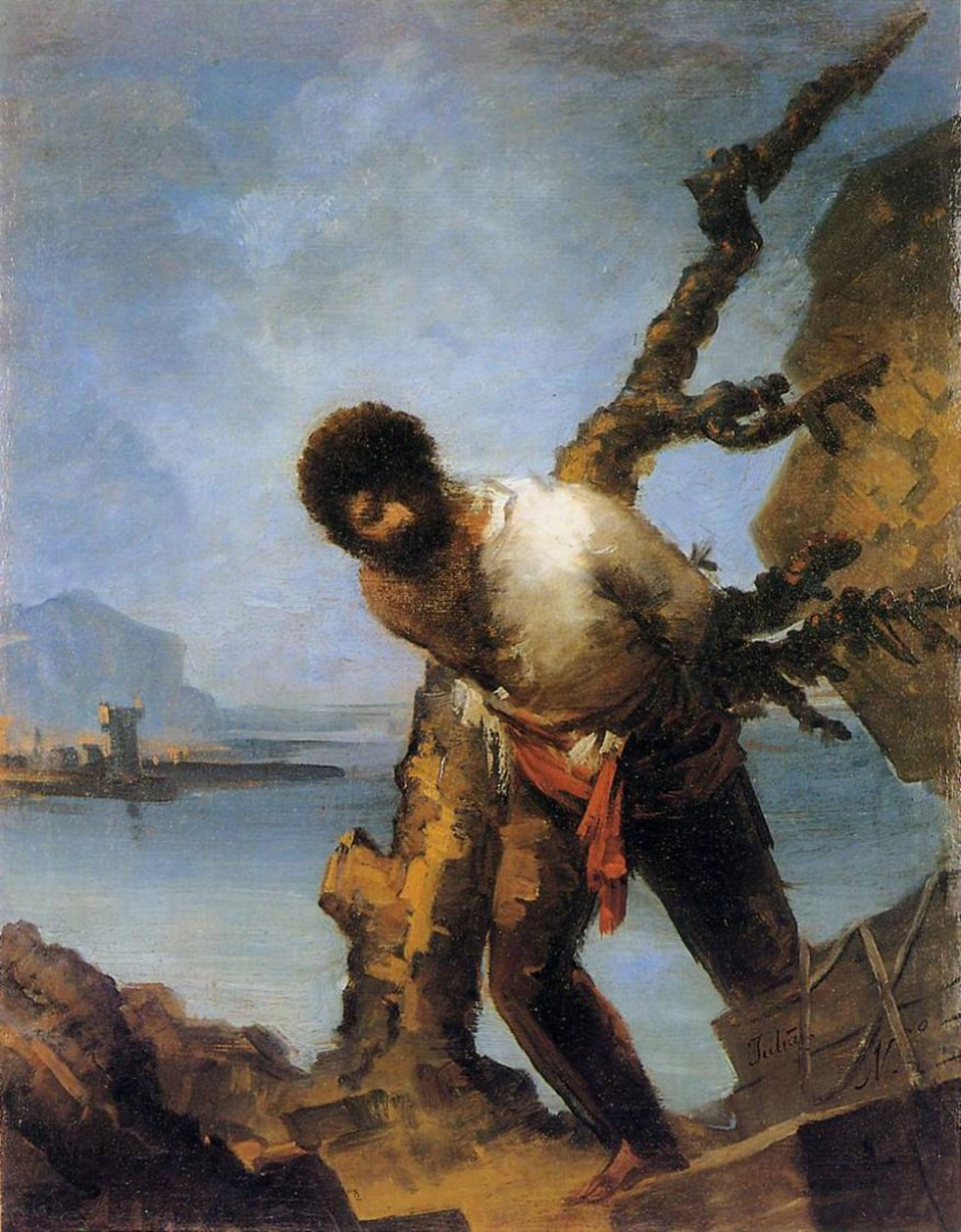
El náufrago, h. 1816, óleo sobre lienzo, 58,2 x 44,7 cm, Valencia, Museo de Bellas Artes de Valencia

Juliá aparece en el retrato con una elegante bata delante de unos andamiajes. La fuerte luz que penetra en la estancia por la derecha ilumina la pequeña figura, destacando especialmente el altivo rostro. La pincelada empleada es muy suelta, a base de rápidos toques de color. 
Su aportación a los frescos de San Antonio de la Florida debió de limitarse a la preparación de materiales, sujeción de cartones y restantes cometidos propios de un ayudante, no advirtiéndose en la ejecución de los frescos mano distinta de la de Goya.
La más estrecha relación con Goya de la que hay plena constancia documental ocurre ya en agosto de 1808, en los festejos por la proclamación como rey de Fernando VII tras la primera salida de las tropas francesas de Madrid como consecuencia de la batalla de Bailén. Asensio Julià se encargó de la decoración de la fachada de la casa del limeño Tadeo Bravo de Rivero en la plazuela de San Martín, en la que pintó la Fidelidad limeña, alegoría femenina portadora de un medallón con el retrato del rey esbozado por Goya y ejecutado por Julià «bajo la dirección del célebre D. Francisco Goya».

## Obra

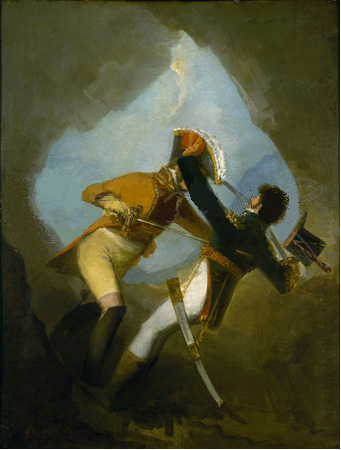
El duelo o El desafío, óleo sobre lienzo, colección privada

La obra pictórica conocida de Asensio Julià es de pequeño tamaño, con temas militares —relacionados con la guerra de la independencia— y motivos alegóricos o de asunto dramático como El duelo, que enfrenta a un general español y un oficial francés, El náufrago, donado por su autor a la Academia de San Carlos de Valencia en 1816, presumiblemente con objeto de obtener el nombramiento de académico de mérito. y El ajusticiado, adquirido en 2003 por el Museo de Bellas Artes de Valencia. Estas temáticas están muy relacionadas con argumentos semejantes que Goya utilizó en algunas de sus pinturas y hacen de Julià un pintor poco convencional inmerso en los prolegómenos del romanticismo.
De su dedicación al retrato ha llegado un elegante Retrato de José Camarón y Meliá a sus 38 años, es decir, de hacia 1798, con cierto aire goyesco, y una copia del autorretrato de Goya atendido por el doctor Arrieta, ambos en colección particular.
Revisten cierta importancia dentro de su producción los dibujos preparados para ser grabados por otros artistas. El primer encargo conocido, de 1796, es el de dos dibujos —conservados en la Calcografía Nacional— para la serie de estampas llamada de La Artillería volante, que fueron grabados en talla dulce por Rafael Esteve, otro valenciano retratado por Goya. Esteve, además de trabajar con Julià en varias ocasiones, firmó, junto con Fernando Selma, también grabador valenciano, la declaración de pobre protocolizada por Julià y su mujer en 1803, probablemente en relación con algunos problemas surgidos en torno a la herencia dejada por sus padres en Valencia. También firmó como dibujante por pintura de Goya el retrato de Francisco Bayeu grabado por José Vázquez (1804) y proporcionó dibujos para grabados de Francisco de Paula Martí, con quien del mismo modo tuvo relación estrecha, pues además de esa colaboración lo nombró su albacea en un testamento fechado en 1802.
Además se conocen dos estampas satíricas firmadas por él al aguafuerte y aguatinta: ««El heroico Marqués de la Romana saca de la esclavitud a la desolada Galicia, y la infunde nuevo ser», anunciada en el Diario de Valencia del 1 de mayo de 1810, lo que hace pensar que huyese de Madrid tras la entrada de Napoleón para refugiarse en Valencia, y «Una alegoría taurina de la Guerra de la Independencia» en la que el torero es el Hércules Britano, en alusión al duque de Wellington.
La volubilidad de su firma —que se presentaba como «A. Juliá», «Asensi Julià», «Asensi Chuliá», «Ascensio Cholia» o sin rúbrica alguna— podría interpretarse como prueba de esta modestia. Ahora bien, estas vacilaciones sobre su nombre podrían también ser interpretadas, al menos en parte (la variación «Julià» / «Chulià»), como señal de que el pintor era valencianoparlante. Así lo demostraría el hecho de que la dedicatoria de Goya mencionada arriba esté dirigida a «Asensi» (es el nombre con el que el pintor se referiría a sí mismo) y no a la versión castellanizada de «Asensio».

## Últimos años
El último testimonio de su relación con Goya es el retrato del Instituto de Arte Clark de Williamstown, firmado «Pr Fr Goya 1814». De busto largo, con chistera y el portaminas en la mano subrayando la dedicación al dibujo del retratado, su ocupación principal. Charles Yriarte llegó a ver el cuadro en poder de Pedro de Madrazo y lo describe «tocado con sombrero parecido a la pl. 1 de Los Caprichos, una escarapela tricolor en el sombrero y un acento casi cruel». La escarapela, ahora desaparecida, parece aludir a las ideas liberales de que hizo gala quien en el padrón de 1823 se tituló pintor miliciano. En 1818 comenzó a impartir clases de dibujo como teniente-director, con sueldo de 6000 reales anuales (rebajado a 3000 en 1820 por los recortes presupuestarios) y como director de las clases de adorno desde julio de 1823 en la recién abierta Escuela de la Merced, dependiente en todo de la Academia de San Fernando, cuyas aulas debía descongestionar en los primeros niveles. Atravesando continuas dificultades económicas y con problemas para cobrar, hubo de hacer compatibles las clases en la Merced con las lecciones de dibujo que también impartió en el colegio de niñas de la Hermandad del Refugio en San Antonio de los Alemanes y con clases particulares. Enfermo por un accidente de perlesía desde 1830, falleció en Madrid el 21 de octubre de 1832 y fue enterrado de limosna en la iglesia de San Sebastián.

## La polémica sobreEl coloso

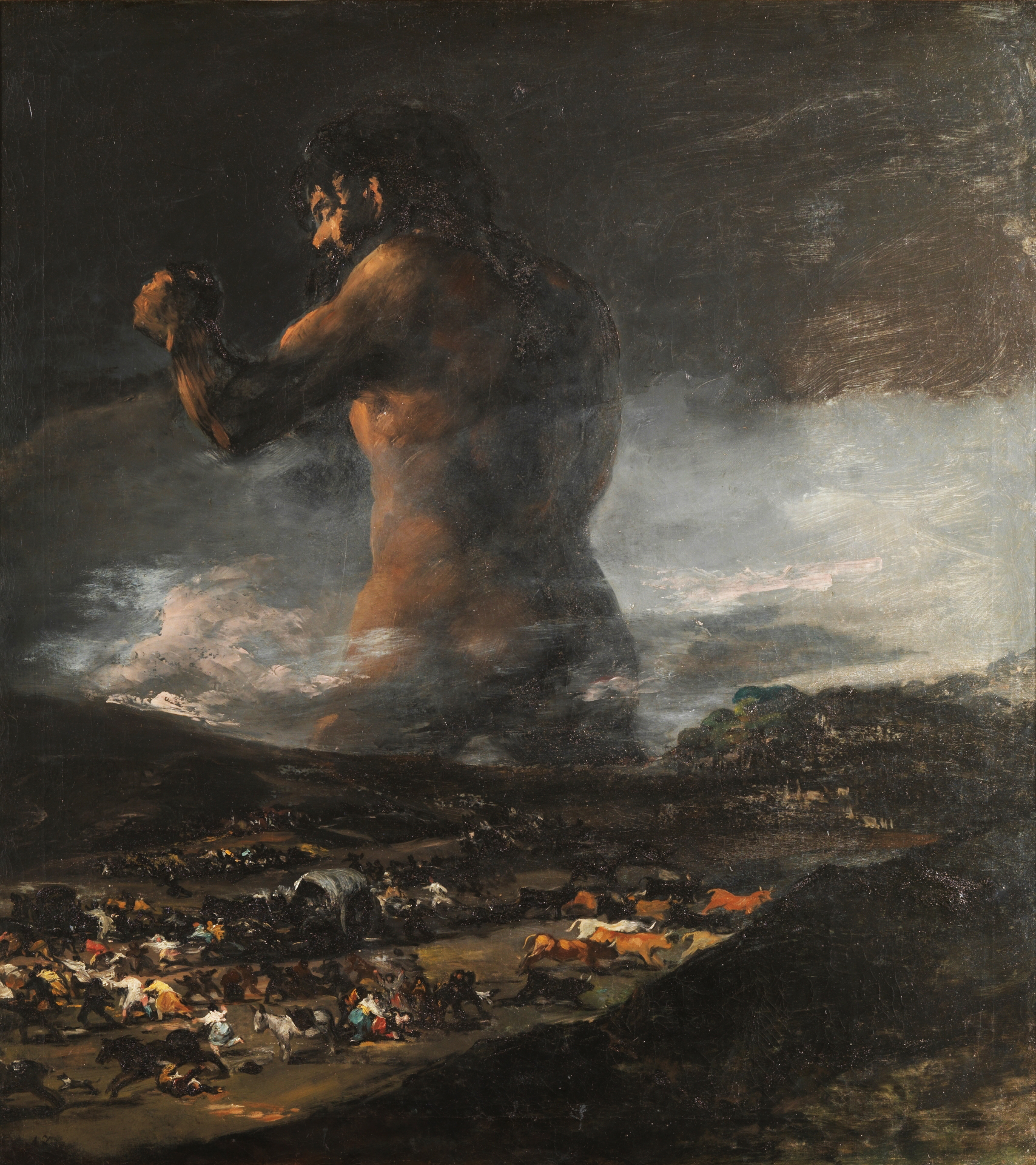
El coloso, 1808-1812, óleo sobre lienzo, (Museo del Prado, Madrid).

El coloso es uno los cuadros emblemáticos de la Guerra de la Independencia y una de las obras clave en la producción de Francisco de Goya. El 24 de junio de 2008, el diario ABC publicaba que dos de los jefes de la sección de Conservación del Museo del Prado habían planteado sus dudas sobre la autoría de este lienzo y apuntaban a que podría haber sido pintado por Asensio Julià. Posteriormente, ya el 26 del mismo mes, el Museo del Prado explicaba pormenorizadamente la teoría, postulada por Manuela Mena. 
Miguel Zugaza, director de la pinacoteca, afirmó que los resultados de las investigaciones técnicas en torno a esta obra, que aún estaban por concluir y que se publicarían en el Boletín del Museo a finales de 2008, «cierran el capítulo sobre las evidencias de que esta pintura no es de Goya» y abren ahora un nuevo periodo en el que habrá que «reconstruir la personalidad de Asensio Juliá» del que se sabe muy poco. «Cuando se publiquen estas investigaciones el Museo del Prado procederá a dar a 'El Coloso' el estatus que requiera», apostilló. No obstante, el máximo responsable del Museo del Prado, Miguel Zugaza, «no quiso descartar 'taxativamente' la autoría de Goya en el cuadro, e instó a esperar a que finalicen las investigaciones de los expertos».
Por otro lado, el primero de julio de 2008, Nigel Glendinning mostró su rotunda oposición a lo manifestado por los responsables del museo declarando al ABC: «Lo que está pasando es grave y triste, el Prado admite cosas sin suficiente estudio». Glendinning rebatía los argumentos utilizados por Manuela Mena uno por uno, fundamentalmente, el que podía tener más peso, la presunta existencia de las iniciales A. J. interpretadas por la conservadora del museo como firma de Asensio Julià. El hispanista y experto en la obra goyesca mostraba una fotografía antigua del cuadro en la que donde Manuela Mena leía A. J., se podía «atisbar claramente» un '1' y un '7' y a continuación se distinguía un '6', formando el dígito 176, un número de inventario, según el experto anglosajón.
A partir de julio de ese año se sucedieron las declaraciones a favor y en contra de la atribución, sin que se haya resuelto la autoría en uno u otro sentido entre los expertos que han aportado su opinión. El resultado de los estudios realizados por Manuela Mena fue publicado con el título «El Coloso y su atribución a Goya» en el número XXVI (2008) del Boletín del Museo del Prado, y en él defendía descatalogar la pintura como obra de Goya sin asignársela a ningún otro pintor, y así pasó a exponerse en las salas del museo como obra de un «Seguidor de Goya». La polémica no se cerró con ello y Nigel Glendinning a través de la revista Goya de la Fundación Lázaro Galdiano insistió junto con otros especialistas en defender la autoría goyesca. Posteriormente el museo matizó su postura, devolviendo la autoría a Goya, si bien como obra atribuida en atención a su originalidad, sus altos valores estéticos y «la presencia de una pintura de tema similar en el inventario de los bienes que tenía el artista en 1812».